# Rete tranviaria di Genova
La rete tranviaria di Genova fu in esercizio dal 1878 al 1966, periodo in cui costituì il principale servizio di trasporto pubblico nel capoluogo ligure.

## Storia

### Le prime tranvie a cavalli

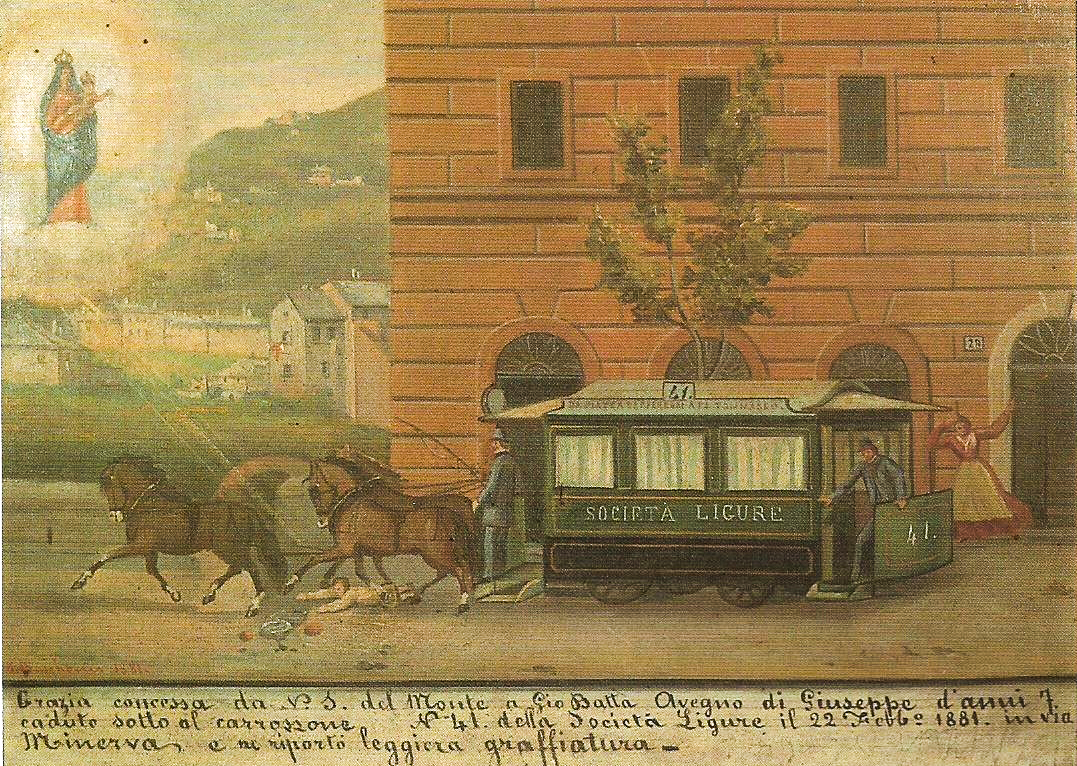
La carrozza 41 in via Minerva (poi Corso Buenos Aires), in un dipinto di Marcello Baschenis, antesignana dei tram genovesi

Nella seconda metà del XIX secolo, l'accresciuta domanda di mobilità rese necessaria nelle città italiane l'introduzione di reti di trasporto pubblico urbano; a Genova, tuttavia, la ristrettezza delle strade del centro cittadino, in gran parte di origine medievale, rese impossibile l'istituzione di una rete organica, almeno fino a quando furono portati a termine i primi sbancamenti.
Solo nel 1873 il Comune concesse finalmente l'esercizio di una rete di omnibus, che fu affidata alla Società Ligure dei Trasporti, a capitale belga; dopo pochi anni però il servizio di omnibus risultava già obsoleto, poiché in molte altre città si stava diffondendo rapidamente il tram a cavalli.

Mappa delle tranvie a cavalli esercite dalla Compagnia Francese

Il 13 gennaio 1877 il Comune concesse alla Compagnia Generale Francese di Tramways la costruzione e l'esercizio di una tranvia a cavalli da piazza Principe, all'epoca situata alla periferia occidentale della città, fino a San Pier d'Arena, l'attuale quartiere di Sampierdarena, che ai tempi costituiva un comune indipendente. Il progetto della linea comprendeva una tratta in galleria, in un tunnel riservato esclusivamente ai tram, sotto il colle di San Benigno (presso la Lanterna, oggi sbancato).
Alcuni mesi dopo, la Compagnia Francese ottenne dalla provincia due ulteriori concessioni per i tronchi extraurbani da San Pier d'Arena verso Bolzaneto, lungo la Val Polcevera e  lungo la strada litoranea verso Pegli.
La tratta da Piazza Principe a San Pier d'Arena venne inaugurata il 10 marzo 1878, mentre i due prolungamenti per Bolzaneto e Pegli seguirono dopo una settimana. In seguito al successo delle prime tratte, dopo pochi mesi la linea venne prolungata all'interno della città fino a Piazza della Nunziata, percorrendo Via Balbi.
Nel 1883 la Compagnia Francese subentrò alla Società Ligure nell'esercizio delle linee di omnibus. Nel 1889 vennero inaugurati due nuovi tronchi, da Piazza Principe a Piazza Caricamento e da Bolzaneto a Pontedecimo; nel 1892 anche la litoranea fu prolungata, da Pegli a Voltri.
Verso la fine del secolo, il nuovo piano urbanistico portò alla realizzazione di nuove strade con carreggiata più larga: 
- Via Assarotti, costruita in salita, collegava Piazza Corvetto (ottenuta dallo sbancamento di una parte della Spianata Acquasola) a Piazza Manin, passando per i nuovi quartieri borghesi;

- La più importante via XX Settembre, realizzata tra il 1892 e il 1899, che allargava la sede dell'antica Strada Giulia e congiungeva il Palazzo Ducale (di fronte al quale fu realizzata Piazza De Ferrari) con Porta Pila e le sponde del torrente Bisagno (un tempo limite orientale della città);
- Corso Buenos Aires, un tempo al di fuori della cerchia cittadina, venne abbassata al livello del Ponte Pila e alla nuova via XX settembre, per formare un'unica arteria che avrebbe collegato il centro con il quartiere di Albaro;
- Corso Torino, arteria del nuovo quartiere borghese presso la Foce, perpendicolare a Corso Buenos Aires.

Al termine di questi importanti lavori la città assunse una conformazione più moderna, in linea con altre città europee, e fu quindi possibile realizzare nuovi collegamenti tranviari in centro e verso il levante genovese.

### Il tram elettrico

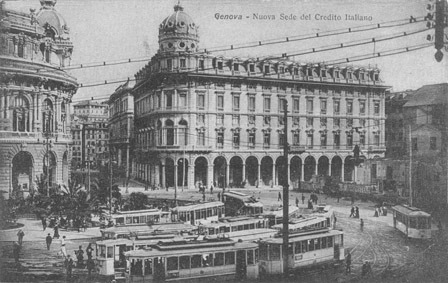
Carosello tranviario di piazza De Ferrari

Negli anni seguenti l'amministrazione comunale, vinte le resistenze della cittadinanza più conservatrice, iniziò a progettare nuove linee, sia verso i sobborghi orientali sia nei quartieri centrali della città. La Compagnia Francese, forte della sua esperienza, tentò di acquisire ulteriori concessioni per i nuovi collegamenti, ma nel frattempo si costituirono anche altri gruppi che miravano allo stesso obiettivo; dal canto suo, la giunta vedeva di buon occhio la concorrenza fra diverse società private e contemporaneamente considerava l'introduzione dei tram a trazione elettrica, all'epoca grande innovazione tecnologica che cominciava a diffondersi in varie città.
Si giunse pertanto nel 1890 ad una spartizione delle concessioni fra tre diversi gruppi, ognuno dei quali avrebbe esercito le linee in tre diversi settori della città: ferma restando la concessione alla Compagnia Francese delle linee del Ponente, furono concesse alla compagnia dei signori Bucher e Durrer, di nazionalità svizzera, le linee del settore collinare e della Val Bisagno, mentre le linee della Foce e del Levante furono concesse a un gruppo di imprenditori locali.
Come previsto, dopo pochi anni si costituirono formalmente le due società esercenti: Bucher creò nel 1891 la Società di Ferrovie Elettriche e Funicolari (SFEF), mentre gli impresari genovesi fondarono nel 1894 la Società Anonima Tramways Orientali (SATO).
Entrambe le concessioni prevedevano l'impianto di linee a trazione elettrica e a scartamento metrico, diversamente dalle ippovie esistenti, a scartamento ordinario; tale scelta, molto contestata perché imponeva vetture di minore capacità, fu motivata dai problemi d'inserimento nelle strade del centro, strette e ricche di curve.

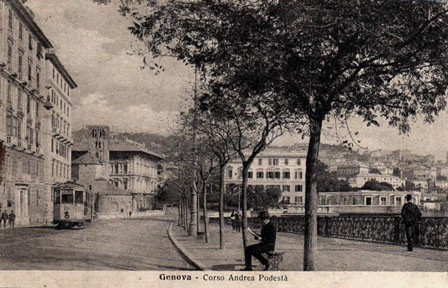
Corso Podestà con una delle prime linee tranviarie

La prima linea a trazione elettrica venne attivata dalla SFEF il 14 maggio 1893 e congiungeva Piazza Corvetto a Piazza Manin, percorrendo Via Assarotti. La tratta, a binario singolo, era lunga 800 metri e correva in pendenza costante del 7%; il titolo di viaggio per utilizzarla costava 10 centesimi di lira. L'elettrificazione, in corrente continua alla tensione di 600 V tramite linea aerea di contatto, venne curata dalla AEG di Berlino, che in seguito acquisì anche una rilevante partecipazione azionaria nella società.
Negli anni seguenti la rete SFEF si espanse rapidamente; nel 1895-96 entrò in servizio la circonvallazione a Monte, comprendente la galleria elicoidale di Sant'Ugo; sempre nel 1896 nacque la linea “interstazionale” da piazza Principe a piazza Brignole, comprendente due gallerie in zona Castelletto, e nel 1897 la linea della val Bisagno fino a Prato.
La prima linea della SATO, invece, entrò in servizio il 26 luglio 1897, collegando piazza Raibetta a Staglieno attraverso la Circonvallazione a Mare, seguita due anni dopo dalla lunga linea litoranea per Nervi. Nel 1900 i tram orientali raggiunsero la centrale piazza De Ferrari, percorrendo la nuova via XX Settembre ottenuta dall'allargamento dell'antica via Giulia.
Le due reti, SFEF e SATO, erano tecnicamente compatibili ed avevano molti punti di contatto; le due società, entrambe controllate dalla AEG, pervennero ben presto all'unificazione delle due direzioni di esercizio.

### L'unificazione delle reti sotto l'UITE

Le reti all'atto dell'unificazione
Verde: UITE (ex Compagnia Francese)
Rosso: SFEF
Blu: SATO

Anche la Compagnia Francese aveva progettato di sostituire la trazione animale con quella elettrica: già nel 1892 la società era pronta ad iniziare i lavori di elettrificazione, che però furono bloccati per l'opposizione del comune di San Pier d'Arena, evidentemente timoroso di adottare un sistema all'epoca ancora poco sperimentato.
Dopo l'attivazione della linea della SFEF, nel 1893, le opposizioni caddero, e nel 1895 la Compagnia Francese cedette le sue concessioni ad una nuova società, l'Unione Italiana Tramways Elettrici (UITE), costituita con l'obiettivo di integrare le tre reti esistenti in una unica.
L'UITE decise di elettrificare le linee ricevute dalla Compagnia Francese e di modificarne lo scartamento da normale a metrico, per renderle compatibili con quelle SFEF e SATO. I lavori, che comportarono la sospensione totale dell'esercizio, iniziarono nel 1898 e si conclusero nel 1900; solo il tratto fra Multedo e Voltri rimase inizialmente escluso (a causa di un attraversamento ferroviario presso Pegli), venendo poi elettrificato nel 1902.
A partire dal 30 dicembre 1901 l'UITE incorporò le altre due società, rilevando le loro concessioni e diventando quindi l'unico operatore del trasporto pubblico genovese. L'UITE si trovò così a gestire ben 70 km di rete, suddivisi fra i 30 km della "rete occidentale" (ex Compagnia Francese) e i 40 km della "rete orientale" (ex SFEF e SATO). L'unificazione della rete portò ad un aumento del traffico complessivo, ben simboleggiato dalla creazione del vasto capolinea ad anello di piazza De Ferrari nel 1906.
Nel 1908 venne attivata, dopo tre anni di lavori di costruzione, la galleria Certosa, già studiata a partire dal 1896 e diventata ai tempi il tunnel tranviario più lungo del mondo, che agevolava il percorso delle linee da e per la val Polcevera evitando l'attraversamento di San Pier d'Arena.
Negli stessi anni, l'amministrazione comunale cominciò a considerare l'idea di municipalizzare il servizio tranviario e, in previsione di ciò, nel 1913, realizzò in proprio la linea da Marassi a Quezzi, la cosiddetta linea comunale A, esercita comunque dalla UITE per conto del Comune.
Linee tranviarie nel 1914
Rete occidentale:
- 1 Caricamento - San Pier d'Arena - Sestri - Pegli - Voltri
- 2 Caricamento - San Pier d'Arena - Sestri - Pegli
- 3 Caricamento - San Pier d'Arena - Sestri
- 4 Caricamento - San Pier d'Arena
- 5 Caricamento - San Pier d'Arena - Rivarolo
- 6 Caricamento - San Pier d'Arena - Rivarolo - Bolzaneto
- 7 Caricamento - San Pier d'Arena - Rivarolo - Bolzaneto - Pontedecimo
- 8 Caricamento - Galleria Certosa - Certosa
- 9 Caricamento - Galleria Certosa - Certosa - Rivarolo
- 10 Caricamento - Galleria Certosa - Certosa - Rivarolo - Bolzaneto
- 11 Caricamento - Galleria Certosa - Certosa - Rivarolo - Bolzaneto - Pontedecimo

Rete orientale:
- 21 De Ferrari - Manin - Staglieno
- 22 De Ferrari - Manin
- 23 De Ferrari - Manin - Castelletto
- 24 De Ferrari - Manin - Castelletto - San Nicolò
- 25 Circonvallazione a monte
- 26 Piazza Principe - corso Ugo Bassi
- 27 De Ferrari - Zecca - Principe
- 28 Caricamento - De Ferrari - Ospedale Galliera
- 29 De Ferrari - Carignano
- 30 Circolare Raibetta - Brignole - Corvetto - Raibetta
- 31 De Ferrari - Staglieno - Molassana - Prato
- 32 De Ferrari - Staglieno - Molassana
- 33 De Ferrari - Pila - Staglieno
- 34 Staglieno - Iassa
- 35 Pila - Staglieno
- 36 Pila - Staglieno - Molassana
- 37 De Ferrari - San Fruttuoso
- 38 De Ferrari - Foce
- 39 De Ferrari - San Francesco - Sturla - Priaruggia - Quinto - Nervi
- 40 De Ferrari - San Francesco - Sturla - Priaruggia - Quinto
- 41 De Ferrari - San Francesco - Sturla - Priaruggia
- 42 De Ferrari - San Francesco - Sturla
- 43 De Ferrari - Villa Raggio - Lido
- 44 De Ferrari - Tommaseo - San Martino - Borgoratti
- 45 De Ferrari - Tommaseo - San Martino - Sturla
- 46 De Ferrari - Tommaseo - San Martino
- 47 De Ferrari - Tommaseo
- 48 Raibetta - Pila

Linea municipale:
- A De Ferrari - Quezzi

### Il periodo tra le due guerre: la massima espansione della rete

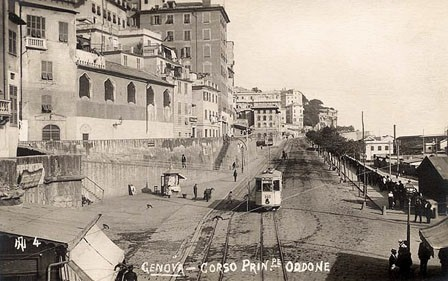
Circonvallazione a mare

Il 12 dicembre 1923 in Italia venne imposta la circolazione a destra sulle strade in tutto il territorio nazionale (fino ad allora, la scelta della mano da tenere era stata a discrezione delle singole città); Genova si adeguò il 31 agosto 1924. Il cambiamento non causò grossi stravolgimenti nel servizio tranviario, all'epoca effettuato con vetture tutte bidirezionali e con le porte su entrambi i lati. Due anni dopo venne costituita la "Grande Genova" e tutti quelli che fino ad allora erano stati comuni autonomi, fino a Nervi e Voltri lungo la costa, fino a Pontedecimo in Val Polcevera e fino a Prato in Val Bisagno, vennero annessi al capoluogo; conseguenza tutta la rete si trovò compresa nel territorio comunale e le concessioni delle linee che fino ad allora erano state intercomunali passarono al Comune di Genova.
Il progetto di municipalizzazione ipotizzato nell'anteguerra non venne portato avanti, tuttavia nel 1928 il Comune acquisì la maggioranza delle azioni UITE, indirizzando quindi lo sviluppo della rete secondo criteri urbanistici e sociali.
Coerentemente con il nuovo corso intrapreso dalla società, nel 1934 entrò in vigore la riforma tranviaria, che interessava in particolare i tracciati del centro: le tranvie abbandonarono via Roma, via XX Settembre e l'anello di piazza De Ferrari (che venne demolito e sostituito prima da una grande aiuola con palmizi e poi, nel 1936, dalla monumentale fontana progettata dall'architetto Giuseppe Crosa di Vergagni, che si trova ancora oggi in tale luogo), venendo deviate lungo piazza Dante e percorrendo così la galleria Colombo, aperta l'anno precedente; contemporaneamente vennero attivate nuove linee diametrali, con l'obiettivo di distribuire meglio i passeggeri nelle zone centrali. L'anno successivo i tram abbandonarono anche corso Italia, a favore di un nuovo tracciato più a monte comprendente anche la nuova galleria Mameli.
La modernizzazione della rete procedette di pari passo con il rinnovamento del parco vetture: prima con l'introduzione, in linea con quanto stava avvenendo in altre città italiane, dei primi tram a carrelli (le "Casteggini" del 1927, così chiamate in onore dell'ingegnere dell'UITE che ne realizzò il progetto), poi con le moderne littorine "tipo Genova" (1939), costruite prima in versione semplice e poi, dal 1942, anche in versione articolata. Per il ricovero del materiale, nel 1935, entrò in funzione il grande deposito del Littorio, sito in località Ponte Carrega (Val Bisagno), trasformato nel 1940 in Officina e che, dopo la cessazione dell'esercizio tranviario, continuò l'attività come officina per le grandi riparazioni degli autobus. Dopo qualche anno di dismissione e di abbandono, l'edificio è stato ceduto e riconvertito a scopo commerciale.
Linee tranviarie dopo la riforma del 1934
- 1 Banco San Giorgio - Voltri
- 2 Banco San Giorgio - Pegli
- 3 Banco San Giorgio - Sestri
- 4 Banco San Giorgio - Sampierdarena
- 5 Banco San Giorgio - Sampierdarena - Rivarolo
- 6 Banco San Giorgio - Sampierdarena - Bolzaneto
- 7 Banco San Giorgio - Sampierdarena - Pontedecimo
- 8 Banco San Giorgio - Sampierdarena - Campasso
- 9 Banco San Giorgio - Galleria Certosa - Rivarolo
- 10 Banco San Giorgio - Galleria Certosa - Bolzaneto
- 11 Banco San Giorgio - Galleria Certosa - Pontedecimo
- 12 Banco San Giorgio - Galleria Certosa - Certosa - Sampierdarena - Banco San Giorgio
- 13 medesimo percorso della linea 12, in senso inverso
- 14 Banco San Giorgio - Cornigliano
- 15 Banco San Giorgio - Pra'
- 16 Brignole - Corvetto - Pegli
- 18 Marassi - Bolzaneto
- 21 Dinegro - Manin - Staglieno
- 22 Manin - Corvetto - Piazza Santa Sabina
- 23 De Ferrari - Marassi - Quezzi
- 24 corso Dogali - Manin - Corvetto - Principe - corso Dogali (circ. monte destra)
- 25 medesimo percorso della linea 24, in senso inverso (circ. monte sinistra)
- 26 Dinegro - Principe - via Napoli
- 27 corso Dogali - Manin - Corvetto - Tommaseo
- 28 Principe - Corvetto - via Atto Vannucci - Banco San Giorgio
- 30 De Ferrari - Foce
- 31 Banco San Giorgio - Staglieno - Prato
- 32 Banco San Giorgio - Molassana - Giro del Fullo
- 33 De Ferrari - piazza Verdi - Staglieno
- 34 piazza della Vittoria - Staglieno - San Gottardo - Doria
- 35 piazza della Vittoria - Staglieno
- 36 piazza della Vittoria - Ponte Carrega
- 37 De Ferrari - piazza Verdi - San Fruttuoso
- 38 De Ferrari - via Barabino - Boccadasse
- 39 De Ferrari - Sturla - Nervi
- 40 Banco San Giorgio - De Ferrari - Albaro - Quinto
- 41 piazza Cavour - via Barabino - corso Italia - Priaruggia
- 42 De Ferrari - San Francesco d'Albaro - Sturla
- 43 De Ferrari - San Francesco d'Albaro - Lido
- 44 Banco San Giorgio - De Ferrari - Borgoratti
- 45 De Ferrari - San Martino - Sturla
- 46 De Ferrari - Tommaseo - San Martino
- 47 De Ferrari - San Francesco d'Albaro - Villa Raggio
- 48 piazza Cavour - piazza della Vittoria - San Fruttuoso
- 49 De Ferrari - Tommaseo - Ospedale San Martino
- 50 San Martino - Brignole - Corvetto - Sampierdarena - Campasso
- 51 Quezzi - Brignole - Principe - Galleria Certosa - Rivarolo
- 52 San Giuliano - Brignole - Principe - Dinegro
- 53 Tommaseo - Brignole - Principe - Sampierdarena - Campasso
- 54 Sturla - Albaro - De Ferrari - Banco San Giorgio - Dinegro
- 55 Foce - Brignole - Principe - Dinegro
- 56 Marassi - Brignole - Principe - Dinegro

### Il secondo dopoguerra e la riduzione della rete

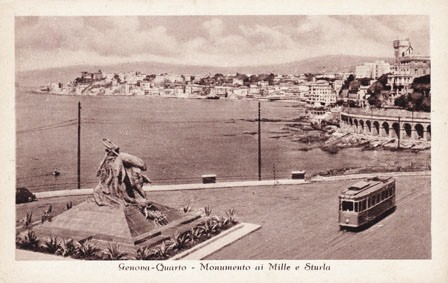
Tram in transito davanti al monumento di Quarto dei Mille

La fase di modernizzazione si interruppe bruscamente con il secondo conflitto mondiale, che distrusse parzialmente e danneggiò gravemente impianti e materiale. Dopo la Liberazione, il deposito-officina del Littorio mutò denominazione, venendo intitolato a Romeo Guglielmetti, tranviere martire della resistenza partigiana.
L'obsolescenza e il degrado di ampie parti della rete furono le motivazioni che portarono alla scelta di mantenere il tram solo sulle "linee di forza", introducendo invece, sulle linee secondarie, il filobus; in realtà il progetto era iniziato già prima del conflitto (le prime filovie erano state attivate nel 1938), ma solo nel 1949 la decisione fu pianificata nei dettagli.
Il tram fu eliminato dalle strade del centro, nelle quali il filobus, non vincolato ai binari, era considerato più flessibile e maggiormente in grado di districarsi nel traffico; vennero convertite anche le linee collinari, fra cui la circonvallazione a Monte, sulle quali il mezzo su gomma, avendo maggiore aderenza, garantiva ripartenze più celeri e con minore dispendio di energia.
Al termine delle conversioni, la rete tranviaria risultava divisa in una parte occidentale e in una orientale, collegate fra loro dalla sola circonvallazione a Mare.
Linee tranviarie nell'agosto 1956
- 1 Banco San Giorgio - Voltri
- 2 Banco San Giorgio - Pegli
- 3 Banco San Giorgio - Sestri
- 4 Banco San Giorgio - Pra' Palmaro
- 5 Banco San Giorgio - Sampierdarena - Rivarolo
- 6 Banco San Giorgio - Sampierdarena - Bolzaneto
- 7 Banco San Giorgio - Sampierdarena - Pontedecimo
- 9 Banco San Giorgio - Galleria Certosa - Rivarolo
- 10 Banco San Giorgio - Galleria Certosa - Bolzaneto
- 11 Banco San Giorgio - Galleria Certosa - Pontedecimo
- 12 Banco San Giorgio - Prato
- 13 Banco San Giorgio - Giro del Fullo
- 14 Banco San Giorgio - Staglieno
- 15 De Ferrari - Galleria Mameli - Nervi
- 17 De Ferrari - Prato
- 18 De Ferrari - Staglieno
- 19 De Ferrari - Borgoratti
- 20 Bolzaneto - Pegli
- 21 De Ferrari - San Fruttuoso
- 22 Bolzaneto - Pra' Palmaro
- 23 De Ferrari - Quezzi
- 24 San Fruttuoso - Sestri
- 26 Quezzi - Rivarolo
- 42 De Ferrari - Galleria Mameli - Sturla
- 43 De Ferrari - via Giordano Bruno
- 44 Banco San Giorgio - Borgoratti
- 45 De Ferrari - San Martino - Sturla
- 50 San Martino - Sampierdarena
- 51 De Ferrari - San Francesco d'Albaro - Nervi
- 52 Brignole - San Francesco d'Albaro - Nervi
- 53 Brignole - San Francesco d'Albaro - Priaruggia

### Gli ultimi anni e l'Operazione "Rotaie"

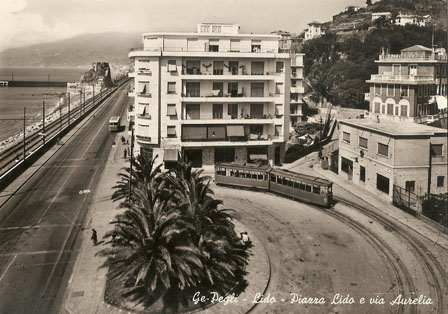
Capolinea di Pegli

Nonostante gli sforzi per adeguare la rete alle esigenze del traffico automobilistico, il piano del 1949 fu ben presto superato dagli eventi: il "boom" economico ormai in corso stava portando ad un aumento enorme della motorizzazione privata, originariamente non previsto in tale entità.
Dopo pochi anni anche le cosiddette "linee di forza", di cui si era previsto il mantenimento, rivelarono tutta la loro inefficienza: quasi tutta la rete correva in sede promiscua con il traffico stradale, portando non solo a continui conflitti fra tram e mezzi privati, ma anche a un'usura sempre maggiore delle rotaie.
Si giunse così nel 1956 ad una decisione drastica: la soppressione progressiva dell'intera rete tranviaria e la sua sostituzione con linee di autobus, ormai preferiti anche ai filobus per il progredire della tecnica motoristica e per la loro totale indipendenza sia dai binari che dalla linea aerea.

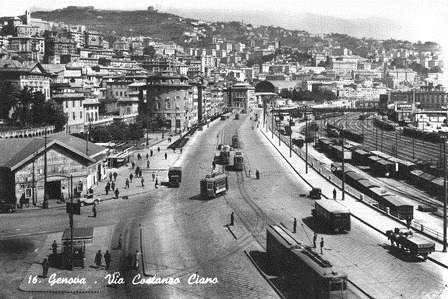
Tram a Di Negro

La decisione fu ampiamente contrastata, in particolare dai dipendenti UITE, che lamentavano la maggiore difficoltà di guida degli autobus rispetto ai tram e il minore comfort di marcia dato dalle vibrazioni dei motori termici dell'epoca. Le opposizioni tuttavia non sortirono alcun effetto, anche perché il passaggio dal tram all'autobus era coerente con lo spirito del tempo, vista anche la convergenza di svariati interessi, più e meno leciti. Va inoltre rimarcato che nel 1964 Genova si dotò di un servizio ferroviario urbano, il secondo in Italia, che da allora svolge un ruolo fondamentale nel collegare rapidamente le delegazioni periferiche al centro.
La rimozione delle linee tranviarie venne definita eufemisticamente "Operazione Rotaie" (espressione utilizzata anche in altre città per indicare interventi analoghi) e iniziò nel 1964 con la chiusura delle linee del Ponente e della val Polcevera. Ciò comportò anche la chiusura della Galleria Certosa, in seguito adattata per il transito degli autobus, con esiti del tutto insoddisfacenti, ed a partire dagli anni '90 utilizzata dalla metropolitana.
Nel 1965 l'UITE venne interamente rilevata dal Comune di Genova e rinominata AMT. Il 18 luglio dello stesso anno vennero eliminate le linee lungo la circonvallazione a Mare, che comprendevano il capolinea di piazza Caricamento; il successivo 10 novembre fu soppressa l'ultima linea del Levante.
Restarono in esercizio due sole linee della val Bisagno, la 12 (via Brigata Bisagno - Prato) e la 13/ (via Brigata Bisagno - giro del Fullo, solo di rinforzo), che furono lasciate per ultime perché servivano come raccordo all'officina Guglielmetti, dove venivano progressivamente concentrate e demolite le vetture rimaste.
L'esercizio tranviario a Genova cessò definitivamente nella notte fra il 26 e il 27 dicembre 1966, con le ultime corse della linea 12.

## Materiale rotabile
Sulla rete genovese prestò servizio un variegato parco di elettromotrici:
| Numeri           | Anno       | Costruttore                                | Società      | Tipo                                  | Note                                             |
| ---------------- | ---------- | ------------------------------------------ | ------------ | ------------------------------------- | ------------------------------------------------ |
| 1-45             | 1899-1900  | Grondona, Comi & C.                        | AEG          | a due assi                            | Ricostruite dalla UITE tra il 1921 e il 1927     |
| 46-55            | 1900       | Miani, Silvestri & C.                      | AEG          | a due assi                            | Ricostruite dalla Piaggio nel 1926               |
| 56-75            | 1901       | Officine Meccaniche                        | AEG          | a due assi                            | Ricostruite dalla Piaggio nel 1926               |
| 76-100           | 1907       | Reggiane, Böker                            | AEG          | a due assi                            |                                                  |
| 363, 364         | 1893       | Savigliano                                 | SFEF         | a due assi, bidirezionali             | trasformate in rimorchiate nel 1900              |
| 101-110          | 1895       | Miani, Silvestri & C.                      | SFEF         | a due assi, bidirezionali             |                                                  |
| 101-110 (II)     | 1925       | Bagnara                                    | Westinghouse | a due assi, bidirezionali             |                                                  |
| 171-200          | 1897       | Grondona, Comi & C.                        | SATO         | a due assi, bidirezionali             |                                                  |
| 221-250          | 1906       | Clemente Nobili & Fratelli, Böker          | UITE         | a due assi, bidirezionali             |                                                  |
| 281-305          | 1907       | Reggiane, Böker                            | UITE         | a due assi, bidirezionali             |                                                  |
| 251-280          | 1907       | Reggiane, Böker                            | UITE         | a due assi, bidirezionali             |                                                  |
| 101-120, 347-386 | 1925, 1927 | Bagnara, San Giorgio, Ansaldo, OEFT        | UITE         | a due assi, bidirezionali             |                                                  |
| 751-800          | 1931       | Off. UITE, Piaggio                         | UITE         | a carrelli, bidirezionali             | "tipo Casteggini" lunghe                         |
| 801-820          | 1932       | Off. UITE, Piaggio                         | UITE         | a carrelli, bidirezionali             | "tipo Casteggini" corte                          |
| 821-850          | 1934       | Off. UITE, Piaggio                         | UITE         | a carrelli, monodirezionali           | "tipo Casteggini" lunghe, ex rimorchiate         |
| 900 a 999        | 1939-1940  | Off. UITE, Piaggio, Bagnara, Ansaldo, TIBB | Ansaldo      | a carrelli, bidirezionali             | littorine "tipo Genova"                          |
| 1101-1104        | 1942       | Breda                                      | UITE         | articolate, a carrelli, bidirezionali | "tipo Genova"                                    |
| 1221-1250        | 1948-1949  | Off. UITE                                  | UITE         | articolate, monodirezionali           | "Lambrette", ricostruzione della serie 221 a 250 |
| 1601-1678        | 1949-1950  | Off. UITE                                  | UITE         | articolate, monodirezionali           | ricostruzione della serie 600 a 658              |
| 1700-1715        | 1954-1955  | Off. UITE                                  | UITE         | "due camere e cucina", bidirezionali  | ricostruzione di vetture a due assi              |

## Progetti di ripristino e prospettive future
La prima ipotesi di introdurre di nuovo il tram a Genova risale alla fine degli anni settanta: a circa un decennio dalla chiusura della rete tranviaria e a pochi anni dalla dismissione di quella filoviaria (1973), l'amministrazione Comunale dovette fare i conti con uno spropositato aumento del traffico e dell'inquinamento. A ciò si aggiunse la crisi petrolifera, che causò un notevole aumento del prezzo dei carburanti e fece contrarre il mercato automobilistico per la prima volta dal boom economico. L'utilizzo degli autobus nella Galleria Certosa si era rivelato decisamente fallimentare e fonte di proteste sia da parte dei cittadini che dei dipendenti AMT, in quanto i mezzi erano costretti a procedere a senso unico alternato in convogli di tre vetture per volta, a causa della loro larghezza superiore a quella dei vecchi tram, e producevano un notevole inquinamento dell'aria; i vertici di AMT, a partire dal 1980, decisero quindi di elaborare un progetto per adibire tale tunnel al transito di un nuovo mezzo elettrico, in modo da azzerare l'inquinamento, e con una larghezza tale da poter viaggiare in entrambi i sensi. La prima idea fu proprio quella di una "Tranvia Veloce" tra Principe e Rivarolo. In quel periodo, le nuove infrastrutture tranviarie che si stavano realizzando utilizzavano sempre di più la soluzione della sede propria, cioè di binari fisicamente separati dal traffico veicolare mediante cordoli e aiuole; per quanto riguarda la nuova linea tranviaria genovese, invece, gran parte del tracciato avrebbe dovuto necessariamente essere in sede promiscua, intralciando la circolazione in un'area piuttosto trafficata come quella intorno alla stazione di Principe e limitando la funzionalità del mezzo. Il progetto prevedeva anche la successiva istituzione di altre linee (Ponente, Levante, Valbisagno), che avrebbero collegato il centro con le estremità periferiche di Prato e di Nervi. In tale contesto, nel 1981, venne presentato ai cittadini il simulacro del frontale di un tram modello 2000, in uso sulla rete di Zurigo, di cui si pensava di ordinare una flotta di 75 unità. Considerando l'ampia disponibilità di spazi sotterranei in disuso in città, la presenza dei finanziamenti ministeriali erogati al Comune per i mondiali di calcio 1990 e le celebrazioni colombiane del 1992 ed il fatto che negli stessi anni erano in progetto o in realizzazione nuove linee di metropolitana a Milano, Roma, Torino e Napoli, il progetto della tranvia veloce venne convertito in quello, assai più laborioso, che portò alla realizzazione della metropolitana genovese, con percorso totalmente separato dalla viabilità ordinaria, che attraversa la Galleria Certosa nel suo tratto più settentrionale ed è quasi completamente sotterraneo per la parte restante. 
Negli anni duemiladieci venne avanzata la proposta di realizzare due linee di tram: la prima per collegare il quartiere della Foce alla Val Bisagno, la seconda da Sampierdarena a Nervi passando per il centro cittadino ed attraversando i quartieri di Albaro e Sturla. Nel 2017 l'ipotesi di una moderna rete metrotranviaria, fortemente sostenuta da diverse associazioni pro-tram e inizialmente anche dal sindaco di Genova Marco Bucci, sembrava destinata a divenire realtà. In seguito, numerose problematiche di tipo esclusivamente politico (coperte da motivi di costi e tempistiche di cantiere) portarono l'amministrazione ad abbandonare il progetto nel 2019, presentando l'ennesimo progetto basato sul filobus. 
Ad oggi (2024), per il trasporto pubblico urbano di Genova è prevista la realizzazione di cinque assi di forza, tre eserciti con filobus e due con autobus alimentati da batterie a ricarica rapida, unitamente alla realizzazione di nuovi tratti e nuove stazioni della metropolitana. Nel prossimo futuro sembra quindi improbabile un ritorno del tram sulle strade del capoluogo ligure.